# Олимпийский комитет Брунея
Национальный олимпийский совет Бруней-Даруссалама — организация, представляющая Бруней в международном олимпийском движении. Основана и зарегистрирована в МОК в 1984 году.
Штаб-квартира расположена в Бандар-Сери-Бегаване. Является членом Международного олимпийского комитета, Олимпийского совета Азии и других международных спортивных организаций. Осуществляет деятельность по развитию спорта в Брунее.